# HD 158259
HD 158259 è una nana gialla, con massa molto vicina a quella del Sole, situata nella costellazione del Dragone a 88 anni luce di distanza dal sistema solare.

## Sistema planetario
Nel 2019 vennero scoperti 5 esopianeti in orbita attorno alla stella tramite osservazioni per mezzo dello spettrografo SOPHIE, più un altro non confermato. Con osservazioni combinate con il telescopio spaziale TESS si è scoperto che i pianeti sono in una risonanza orbitale quasi perfetta. In questo caso i pianeti sono in risonanza 3:2 circa con il pianeta più lontano, comportando che ogni tre orbite di ciascun pianeta quello che viene dopo ne effettua due. Ogni coppia, dal pianeta più vicino al più lontano, presenta un rapporto di 1,57; 1,51; 1,53; 1,51; 1,44; avvicinandosi molto al rapporto 3:2. I ricercatori ritengono queste risonanze cruciali nell'indicare che il sistema si sia formato lontano dalla stella, per poi migrare verso di essa. Si ipotizza che quando nel disco protoplanetario gli embrioni planetari crescono e migrano verso l’interno, si produca una risonanza in tutto il sistema. Questa, poi, inizia a destabilizzarsi quando il gas rimanente si dissipa, come nel caso di HD-158259.
Sotto, è mostrato un prospetto del sistema
| Pianeta | Tipo        | Massa  | Raggio | Periodo orb. | Sem. maggiore | Scoperta |
| ------- | ----------- | ------ | ------ | ------------ | ------------- | -------- |
| b       | Super Terra | 2,2 M⊕ | 1,2 r⊕ | 2,18 giorni  | 0,034 UA      | 2020     |
| c       | Mininettuno | 5,6 M⊕ | —      | 3,43 giorni  | 0,046 UA      | 2019     |
| d       | Mininettuno | 5,4 M⊕ | —      | 5,2 giorni   | 0,06 UA       | 2019     |
| e       | Mininettuno | 6,1 M⊕ | —      | 7,95 giorni  | 0,08 UA       | 2019     |
| f       | Mininettuno | 6,1 M⊕ | —      | 12,03 giorni | 0,105 UA      | 2019     |
| g *     | Mininettuno | 6,9 M⊕ | —      | 17,39 giorni | 0,135 UA      | 2019     |

* Non confermato